# Chatsworth (Geòrgia)
Chatsworth és una població dels Estats Units a l'estat de Geòrgia. Segons el cens del 2000 tenia 3.531 habitants.

## Demografia
Segons el cens del 2000, Chatsworth tenia 3.531 habitants, 1.416 habitatges, i 945 famílies. La densitat de població era de 289,5 habitants per km².
La renda mediana per habitatge era de 33.273 $ i la renda mediana per família de 44.063 $. Els homes tenien una renda mediana de 32.688 $ mentre que les dones 25.033 $. La renda per capita de la població era de 17.218 $. Entorn del 13% de les famílies i el 17,1% de la població estaven per davall del llindar de pobresa.

## Poblacions més properes
El següent diagrama mostra les poblacions més properes.